# Пукчеджу
Пукче́джу (кор. 북제주군?, 北濟州郡?, Bukjeju-gun) — бывший уезд в провинции Чеджудо, Южная Корея. В 2006 году был объединён с городом Согвипхо.